# Han Oldigs
Johan Coenraad Lourens (Han) Oldigs (Amsterdam, 3 december 1958) is een Nederlands acteur en zanger.
Oldigs was tijdens zijn middelbareschooltijd zanger in verschillende bandjes en richtte daarna het muziektheatergezelschap De Dynastie van Oer op. Vanaf 1987 toerde hij met Coen van Vrijberghe de Coningh en Theo Nijland door Nederland als The Shooting Party. Met hen won hij in 1995 de Annie M.G. Schmidtprijs voor het lied Kaal. In de jaren negentig speelde hij in verschillende producties van het RO Theater. Van 1996 tot 1998 speelde hij de rol van Roberto Armati in de VARA-politieserie Unit 13. Na de eeuwwisseling was hij gedurende enkele seizoenen zanger in The Prefab Four, een theatervoorstelling van Orkater over de Amerikaanse band The Monkees en naast Jon van Eerd in diens productie Dubbel Op. Hij heeft een relatie met actrice Ellen Pieters.
Daarnaast speelde hij meer dan 100 film- en televisierollen en deed hij nasynchronisatie, onder meer voor de Nederlandse versies van Finding Nemo, Finding Dory als Crush en Anastasia. Ook speelde hij in commercials voor onder meer de Belastingdienst, UPC en Telfort.
In 2009 was Oldigs kort te zien als Pieter Duits in Goede tijden, slechte tijden.
In 2018 won hij een Musical Award voor beste mannelijke bijrol in een musical (Alfred P. Doolittle in My Fair Lady).

## Filmografie

### Televisie
- Bij nader inzien - Henk (VPRO, 1991)
- Hoe voelen wij ons vandaag - Verpleger (AVRO, 1992)
- Pleidooi - Marco Caprani (AVRO, 1993) (seizoen 1, aflevering 5)
- Coverstory - Plaatselijke journalist (NCRV, 1993) (seizoen 1, aflevering 8)
- De Legende van de Bokkerijders - Theo (KRO, 1994) (Afl: Goud als water)
- Een galerij - Wim (NOS, 1994) (Afl: Tweede keus)
- Flodder - Handlanger Tony (Veronica, 1995) (Afl: Van de wereld)
- Flodder - Doodgraver (Veronica, 1995) (Afl: De gave)
- Zwarte sneeuw - Rob (NCRV, 1996) (seizoen 1, aflevering 1 en 2)
- Unit 13 - Roberto Amati (VARA, 1996-1998)
- 12 steden, 13 ongelukken - Sander (VARA, 1997) (Afl: Meeveren (Barneveld))
- Hij & Julia - Boy (Net5, 2000)
- Spangen - De Swart (TROS, 2001) (Afl: Wroeging)
- Russen - Van der Plas (KRO, 2001) (Afl: Verdwijning)
- Kees & Co - Koen Smulders (RTL 4, 2002-2003)
- Luifel & Luifel - Rol onbekend (SBS6, 2002) (Afl: Onder het mes)
- Ernstige delicten - Thom Gulikers (VARA, 2004)
- Missie Warmoesstraat - Freek Witsen  (EO, 2004) (Afl: Oog om oog)
- Kinderen geen bezwaar - Frans (VARA, 2005) (Afl: Rode rozen)
- Gooische vrouwen - Detective Holtrop (Tien, 2005) (seizoen 1, aflevering 3 en 4)
- Sprint! - Buurman (BNN, 2006) (seizoen 1, aflevering 13)
- Keyzer & de Boer Advocaten - Majoor Wijo Hagemans (KRO & NCRV, 2008) (Afl: De marinier)
- De Garfield Show - Garfield Kat (2009-2016)
- Goede tijden, slechte tijden - Pieter Duits (RTL 4, 2009)
- We gaan nog niet naar huis - Wouter (AVRO, 2010) (seizoen 2, aflevering 11)
- De co-assistent - Louis (Net5, 2010) (seizoen 4, aflevering 1)
- Flikken Maastricht - Marco Hartemink (TROS, 2011) (seizoen 5, aflevering 2)
- Moordvrouw - Wilco Evers (RTL 4, 2013) (seizoen 2, aflevering 9)
- Danni Lowinski - Meneer Mos (SBS6, 2013)
- Ik ook van jou - Frank (SBS6, 2013)
- Dokter Deen - Forensisch rechercheur (Omroep MAX, 2013) (seizoen 2, aflevering 3)
- Celblok H - Malcom van Wijk, (2014) (3 afleveringen)
- Familie Kruys - Willem (2017)
- Sinterklaasjournaal - Piet de Smeerpoets (2019-heden)
- Flikken Maastricht - Thom Hauben (AVROTROS, 2020) (seizoen 14, aflevering 13)

### Theater
onder anderen:
- Contact verbroken (1982-1983)
- De Vete (1983-1984)
- Is het mij bekend dat ik zie (1985-1987)
- De misdaden van Vautrin (1987)
- Night Train (1988)
- One Flew over the Cuckoo's Nest (1991)
- Don Juan Tenorio (1992-1993)
- Afwezig (1994)
- Heartbreak House (1994-1995)
- David Copperfield (1996-1997)
- De Vergissing (198-1999)
- Het mysterie van Charles Dickens (2000-2001)
- de Prefab Four (2001, 2002, 2003, 2004) - Davi van The Monkies
- Kunt u mij de weg naar Hamelen vertellen, mijnheer? (2004) - Hildebrandt Brom/ Prins Roelof
- Dinner for One (2004) - James
- Als op het Leidseplein... (2005-2006) - Louis Davids
- Dubbel Op (2006-2007) - Jacques de Kring
- Arsenicum en Oude Kant (Thriller Theater) (2007-2009) - Mortimer
- MariaMaria (2008)
- Urinetown (2009) - Reinhard W. Kleinhart
- The Full Monty (2009-2010) - Harold
- Lichtjes in je Ogen (2010-2011) - Nico
- De Darmdialogen (2011)
- 39 Steps (Thriller Theater) (2011-2012) - Mr. Richard Hannay
- Midlife (2012-2013) - Hans
- Vijftig Tinten - De parodie (2013-2014) - Christian Grey
- Little Voice (2014) - Ed Desmet
- Snorro - Ro Theater (2016-2017) - Sergeant Manuel en Tante Esmeralda
- Stork! (2018) - C.T. Stork
- Titanic (musical) (2021-2022) (De Graaf en Cornelissen entertainment)-Isidor Strauss
- 14, de musical (2022-2023) Rinus Michels e.a.
- Boer Koekoek (2023) Hendrik Koekoek
- Doe Maar! (musical) (2025-2026) Rob
- Door Het Stof (2025)

### Film
- Wilde Harten (1989) - Quinten
- De jongen die niet meer praatte (1996) - arts
- Anastasia (1998) - Bartok (stem)
- De fan (Televisiefilm, 2001) - Hans
- Met grote blijdschap (2001) - man in auto
- Finding Nemo (2003) - Crush (stem)
- De Boskampi's (2015) - schooldirecteur
- Schone Handen (2015) - Maaswinkel
- Finding Dory (2016) - Crush (stem)
- Zwanger & Co (2022) - opa
- De Break-Up Club (2024) - Edgar